# Fernando Scherer
Fernando Scherer (Florianópolis, 6 ottobre 1974) è un nuotatore brasiliano.
Ha vinto due bronzi ai Giochi olimpici di Atlanta 1996 e Sydney 2000

## Palmarès
- Giochi olimpici

Atlanta 1996: bronzo nei 50m sl.
Sydney 2000: bronzo nella staffetta 4x100m sl.
- Mondiali

Roma 1994: bronzo nella staffetta 4x100m sl.
- Mondiali in vasca corta

Palma di Majorca 1993: oro nei 100m sl e nella 4x100m sl.
Rio de Janeiro 1995: oro nei 100m sl e nella 4x100m sl e argento nei 50m sl.
- Giochi panamericani

Mar del Plata 1995: oro nei 50m sl, argento nella 4x100m sl, nella 4x200m sl e nella 4x100m misti e bronzo nei 100m sl.
Winnipeg 1999: oro nei 50m sl, nei 100m sl, nella 4x100m sl e nella 4x100m misti.
Santo Domingo 2003: oro nei 50m sl e nella 4x100m sl.
- Universiade

Fukuoka 1995: oro nei 50m sl e nei 100m sl e argento nella 4x100m sl.

## Televisione
- A Fazenda 2 (2009-2010)